# Inmigración armenia en Argentina

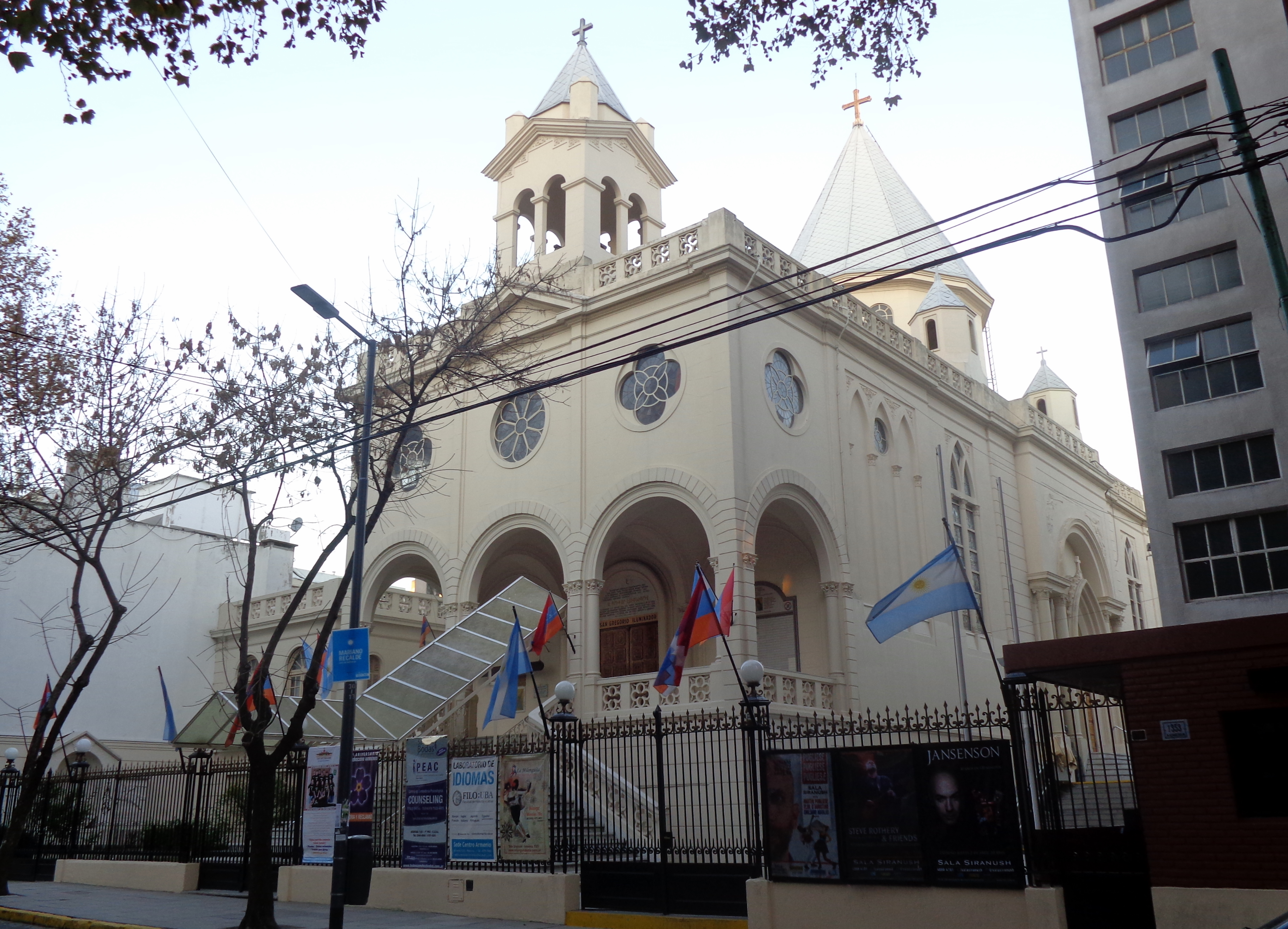
Centro Armenio en Buenos Aires, en la calle "Armenia".

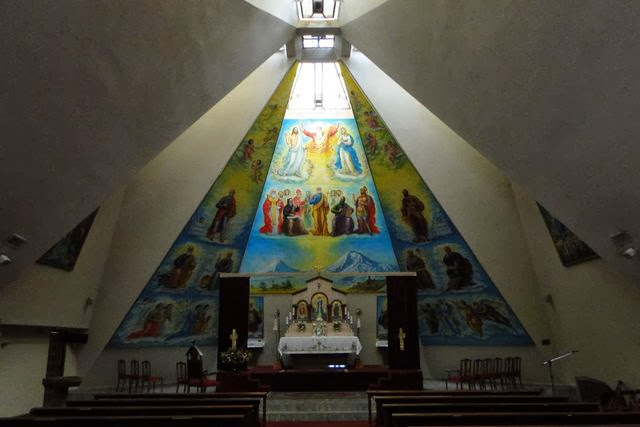
Iglesia Católica Armenia en Buenos Aires.

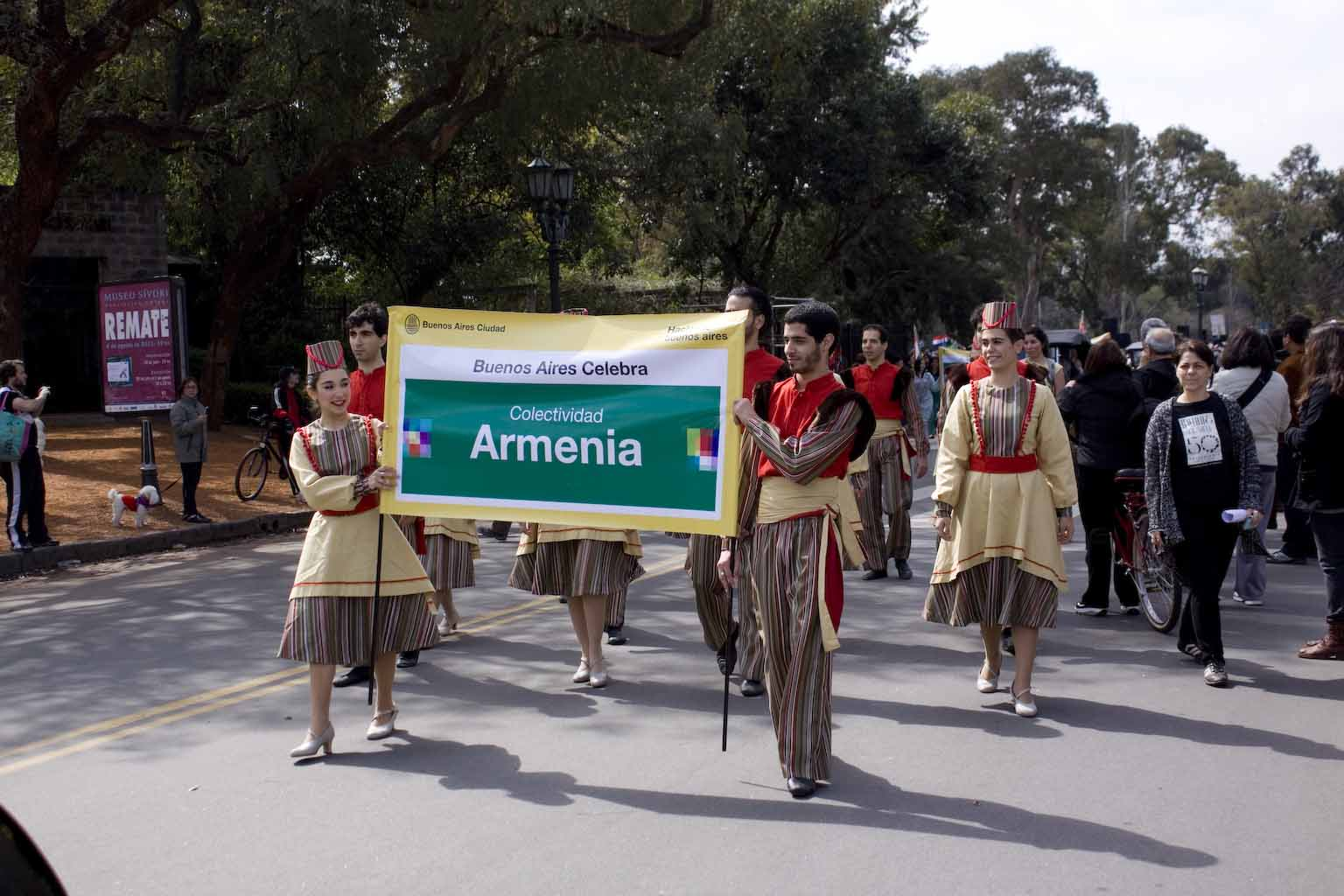
Colectividad armenia en el día del inmigrante de 2011 en Buenos Aires.

La inmigración armenia en Argentina es el movimiento migratorio proveniente de Armenia hacia Argentina donde viven entre 80.000 y 135.000 armenios. Además, es la tercera comunidad más numerosa de inmigrantes armenios en el mundo.
La primera ola de inmigración de armenios a Argentina llegó antes de la Primera Guerra Mundial, entre 1909 y 1914. Como consecuencia del Genocidio Armenio, la inmigración continuó entre 1922 y 1930 procedente de territorios a los que habían ido a parar los sobrevivientes de las deportaciones organizadas por los turcos, como Siria, Líbano, aunque también de otras regiones en las que se habían refugiado como Georgia y algunas ciudades del Mediterráneo. Además, también llegó un pequeño colectivo procedente del noroeste de Irán, zona que también fue duramente afectada por la ocupación otomana. 
La segunda oleada inmigratoria, procedente de Grecia, Francia, Líbano, Siria, Rumania, Bulgaria y Estambul, arribó entre 1946 y 1965. La última gran ola migratoria de armenios, tras la caída de la Unión Soviética, aportó inmigrantes de la República de Armenia a partir de 1991.
En 2011, conmemorando los 100 años de la Unión General Armenia de Beneficencia de Buenos Aires, el Correo Argentino emitió una estampilla alusiva.

## Instituciones

### En Buenos Aires
La concentración de instituciones armenias más importante en Argentina se ubica en el barrio de Palermo de la ciudad de Buenos Aires. Sobre la calle Armenia de este barrio porteño se encuentran el Centro Armenio de la República Argentina, la Catedral San Gregorio el Iluminador, el Arzobispado de la Iglesia Apostólica Armenia, la Institución Administrativa de la Iglesia Armenia, la Asociación Cultural Armenia, la Asociación Cultural Tekeyan, la Unión General Armenia de Beneficencia y la Unión Compatriótica Armenia de Marash, así como la Plaza Inmigrantes de Armenia. 
Además, el club Armenia ofrece actividades deportivas cuyas disciplinas son la gimnasia y basquet. El equipo de volley de la escuela San Gregorio practica en este club así como otros deportes ejercidos en ugab.
La ciudad de Buenos Aires y sus alrededores cuentan con siete colegios armenios privados:
- Instituto Educativo San Gregorio el Iluminador
- Instituto Privado Marie Manoogian
- Colegio Mekhitarista de Buenos Aires
- Colegio Armenio de Vicente López
- Colegio Jrimian
- Colegio Armenio Arzruni
- Instituto Educativo Isaac Bakchellian

### En Córdoba
El principal asentamiento de la colectividad armenia en la ciudad de Córdoba se encuentra en el barrio Pueyrredón, donde se ubican la Iglesia Apostólica Armenia Surp Kevork (San Jorge), la Iglesia Evangélica Armenia Maranatha y la Escuela Sahag Mesrob/Instituto Manuel Belgrano, dedicado a la enseñanza bilingüe. En dicho barrio también se encuentran las filiales locales de la Unión General Armenia de Beneficencia y de Homenetmen (Unión General Armenia de Cultura Física) en el Club Antranik.